# چکاوک آوازخوان قهوه‌ای
چکاوک آوازخوان قهوه‌ای (نام علمی: Cincloramphus cruralis) نام یک گونه از سرده چکاوک‌های آوازه‌خوان است.